# Pseudorapidität

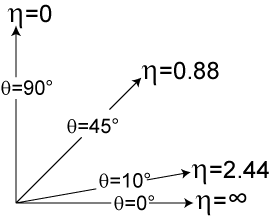
Gegenüberstellung von Polarwinkel und Pseudorapidität für einige beispielhafte Werte.
Als Vorwärtsrichtung bezeichnet man den Winkelbereich mit großen Werten von.

Die Pseudorapidität {\displaystyle \eta } (eta) ist eine räumliche Koordinate, die in der experimentellen Teilchenphysik verwendet wird, um den Winkel eines Vektors relativ zur Strahlachse anzugeben. Sie wird gegenüber der Angabe des Polarwinkels {\displaystyle \theta } bevorzugt, weil bei Hadron-Hadron-Kollisionen der Fluss der erzeugten Teilchen pro Pseudorapiditäts-Intervall etwa konstant ist.
Die Pseudorapidität ist definiert als
{\displaystyle \eta =-\ln \left[\tan \left({\frac {\theta }{2}}\right)\right].}
Für ein Teilchen mit Impuls {\displaystyle {\vec {p}}} (und {\displaystyle \left|{\vec {p}}\right|=p}) lässt sich dies umschreiben in:
{\displaystyle \eta =\operatorname {artanh} (p_{L}/p)={\frac {1}{2}}\cdot \ln \left({\frac {p+p_{L}}{p-p_{L}}}\right),}
worin
- {\displaystyle \operatorname {artanh} } die Areatangens-hyperbolicus-Funktion ist und
- der Longitudinalimpuls {\displaystyle p_{L}} die Impulskomponente entlang der Strahlachse.

In der Hochenergienäherung, d. h. für ein Teilchen mit der Energie {\displaystyle E}, dessen Masse {\displaystyle m} gegenüber seinem Impuls {\displaystyle p} vernachlässigbar ist, {\displaystyle m\ll p\Rightarrow E\approx p}, ist die Pseudorapidität numerisch in etwa gleich der Rapidität
{\displaystyle \eta \approx y,}
die in der experimentellen Teilchenphysik definiert wird als
{\displaystyle y={\frac {1}{2}}\cdot \ln \left({\frac {E+p_{L}}{E-p_{L}}}\right).}
Zum Vergleich: die originale Rapidität gemäß der speziellen Relativitätstheorie ist
{\displaystyle \vartheta ={\frac {1}{2}}\cdot \ln \left({\frac {E+p}{E-p}}\right)={\frac {1}{2}}\cdot \ln \left({\frac {1+\beta }{1-\beta }}\right),}
worin {\displaystyle \beta =v/c} das Verhältnis der Teilchengeschwindigkeit {\displaystyle v} zur Lichtgeschwindigkeit {\displaystyle c} ist.
Die Form des differentiellen Wirkungsquerschnitts {\displaystyle d\sigma /dy} ist invariant unter einem Lorentz-Boost. Das Gleiche gilt in guter Näherung auch für die Pseudorapidität, nur ist diese leichter zu messen: Nicht die Masse des Teilchens muss ermittelt werden, sondern lediglich seine Flugrichtung durch den Detektor.